# Ejusdem

Ejusdem est une expression latine signifiant « du même » ou « de la même ».

## Locutions juridiques

### Ejusdem
Ejusdem est employée dans les textes juridiques pour indiquer qu'un article figure dans la dernière loi citée. Par exemple, la locution « art. 7 ejusdem » signifie « l'article 7 de la loi précédemment citée »"

### Ejusdem generis(du même genre)

Sceau du FBI.

Cette locution s'emploie dans le domaine juridique, notamment en common law, pour indiquer qu'une liste non-limitative ne s'applique toutefois qu'aux choses du même genre.
Par exemple, une liste se référant aux « voitures, motocyclettes et autres véhicules à moteur », bien que non-limitative, ne saurait s'appliquer à autre chose qu'aux véhicules terrestres à moteur, ce qui exclut donc les avions et les bateaux, fussent-ils munis de moteurs.
De même, dans une disposition légale interdisant la dissimulation sur soi de « pistolets, revolvers, derringers, ou autres armes dangereuses », le terme « armes dangereuses » ne peut être interprété que comme concernant uniquement d'autres armes dangereuses du même genre, c'est-à-dire des armes à feu, voire, de façon encore plus limitative, des armes à feu de poing.
Sur ce fondement juridique, il est affirmé, de façon plus subtile, qu'une disposition légale interdisant, par exemple, « la fabrication, la vente ou la détention d'un badge, d'une carte d'identification, ou d'autres insignes » du FBI (« badge, identification card, or other insignia ») ne s'applique qu'à des objets de ce genre (c'est-à-dire destinés à l'identification des personnes), et non au sceau lui-même, qui est dans le domaine public aux États-Unis. Ainsi, selon Cindy Cohn, directrice juridique de l'Electronic Frontier Foundation, le fait qu'en 2010, le FBI ait contesté à Wikipédia le droit de reproduire le sceau du FBI est contraire au droit constitutionnel conféré par le Premier amendement de la Constitution des États-Unis,,.

## Locutions proverbiales
Ejusdem farinae (« de la même farine ») est une expression qui désigne de manière péjorative les personnes ou les choses qui présentent les mêmes défauts. On emploie aussi l'expression équivalente ejusdem furfuris (« du même son »).

« Pourriez-vous me dire si un certain livre édifiant contre les Buffon, Pope, Diderot, moi indigne et autres ejusdem farinae, a un grand succès et s'il y a quelque profit à en tirer ? Il serait bien doux de pouvoir se convertir sur cette lecture et de devoir son salut à l'auteur. »

— Voltaire, Lettre au comte d'Argental (1763)

« Est-ce que les savants hommes qui ont illustré cette académie, les Dacier, les Visconti, les Champollion, les de Sacy, les Burnouf, les Thierry, ont jamais passé leur temps à disserter sur les bonbons de la reine, comme vos académiciens sur les croquignolles et autres articles ejusdem farinae ? »

— Louis Peisse, La médecine et les médecins (1857)